# Dobrošin
Dobrošin je naseljeno mjesto u općini Uskoplje, Federacija Bosne i Hercegovine, BiH.

## Zemljopis
Nalazi se na samom jugu Srednjobosanske županije u sastavu općine Uskoplje. Samo selo smješteno u širokoj dolini na nadmorskoj visini od otprilike 730 do 825 metara, dok su najviši vrhovi koji okružuju selo Lisina (1824 m), Crni vrh (1105 m), Seoce (1052 m). Kroz Dobrošin protječe jedna od najvećih bosanskohercegovačkih rijeka - Vrbas kao i neki manji vodotoci.

## Povijest
U selu postoje tragovi rimskih ispirališta zlata. Dobrošin je u srednjem vijeku bio gusto napučen iz tog je perioda očuvano 26 sandučastih stećaka na lokalitetu Borovac (Kužno Greblje). Iz povijesnih je izvora poznato da je u selu postojala crkva sv. Ivana Krstitelja koju spominje i biskup Mato Delivić 1737. godine.

## Stanovništvo

### Popisi 1971. – 1991.
| Dobrošin           |              |              |            |
| godina popisa      | 1991.        | 1981.        | 1971.      |
| Hrvati             | 545 (99,81%) | 536 (98,89%) | 463 (100%) |
| Srbi               | 1 (0,18%)    | 0            | 0          |
| Muslimani          | 0            | 0            | 0          |
| Jugoslaveni        | 0            | 0            | 0          |
| ostali i nepoznato | 0            | 6 (1,10%)    | 0          |
| ukupno             | 546          | 542          | 463        |

### Popis 2013.
| Dobrošin           |              |
| godina popisa      | 2013.        |
| Hrvati             | 339 (99,12%) |
| Srbi               | 2 (0,58%)    |
| Bošnjaci           | 0            |
| ostali i nepoznato | 1 (0,29%)    |
| ukupno             | 342          |

## Religija
U Dobrošinu se nalazi crkva Sv. Ivana Krstitelja koja je izgrađena 1986. godine po projektu Z. Karačića.

## Obrazovanje
U selu postoji područna škola Osnovne škole Uskoplje koju pohađaju učenici od prvog do četvrtog razreda po nastavnom planu i programu na hrvatskom jeziku.